# 毛莨癭蚜
毛莨癭蚜（学名：[Colophina clematis] 错误：{{Lang}}：文本有斜体标记（帮助）），又名鐵線蓮扣綿蚜，为綿癭蚜科蓮癭蚜屬下的一个种。